# Tanjung Balai
Tanjung Balai (alternativt Tanjungbalai) är en stad på nordöstra Sumatra i Indonesien. Den ligger i provinsen Sumatera Utara och har cirka 175 000 invånare.